# Medasina persimilis
Medasina persimilis är en fjärilsart som beskrevs av Moore 1887. Medasina persimilis ingår i släktet Medasina och familjen mätare. Inga underarter finns listade i Catalogue of Life.